# Бријер (Вогези)
Бријер (фр. Bruyères) насеље је и општина у североисточној Француској у региону Лорена, у департману Вогези која припада префектури Епинал.
По подацима из 2011. године у општини је живело 3204 становника, а густина насељености је износила 200,0 становника/km². Општина се простире на површини од 16,02 km². Налази се на средњој надморској висини од 493 метара (максималној 704 m, а минималној 390 m).

## Демографија
| 1962. | 1968. | 1975. | 1982. | 1990. | 1999. | 2011. |
| ----- | ----- | ----- | ----- | ----- | ----- | ----- |
| 3.639 | 3.767 | 3.852 | 3.679 | 3.368 | 3.362 | 3.204 |

График промене броја становника у току последњих година